# 연헌충
연헌충(淵獻忠, 651년 이전~665년)은 고구려의 귀족이다.

## 생애
고구려의 최고관직인 태막리지(太莫離支)를 지낸 연남생(淵男生)의 아들이다.
665년, 기존의 대막리지인 연개소문이 사망하자 장남인 연남생은 태막리지 자리에 오르고 지방의 여러 성을 순시하며 수도인 평양을 떠나게 되자, 연남생의 동생들인 연남건과 연남산은 정변을 일으켜 평양을 장악했으며, 이 과정에서 연남생의 아들이자, 평양에 남아있던 그는 죽음을 당하게 되었다.